# 云南油丹
云南油丹（学名：Alseodaphne yunnanensis），为樟科油丹属下的一个植物种。种加词 yunnanensis 意为“云南的”。